# Elias Mokwana
Elias Sepho Mokwana (KwaMhlanga, 25 luglio 1999) è un calciatore sudafricano, attaccante dell'Espérance e della nazionale sudafricana.

## Carriera

### Club
Ha esordito nel calcio professionistico con il Platinum City, per poi passare allo Sekhukhune United nel 2022. Con i granata, esordice in prima divisione sudafricana.
Nel 2024 si trasferisce all'Espérance, militante nella massima serie tunisina.

### Nazionale
Ha esordito con la nazionale sudafricana il 21 marzo 2024, nello scontro amichevole contro la nazionale andoriana, terminato 1-1 e nel quale ha sigliato la sua prima rete con la maglia dei Bafana Bafana.
Il 7 e l'11 giugno ha preso parte a due incontri valevoli per le qualificazioni ai mondiali, contro Nigeria e Zimbabwe, mente tra settembre e ottobre 2024 ha preso parte a tre incontri valevoli per le qualificazioni alla Coppa d'Africa.